# 三成古墳
三成古墳（さんなりこふん）は、岡山県津山市中北下にある古墳。1979年10月23日、国の史跡に指定された。

## 概要
津山盆地を望む丘陵上に営まれた、全長35メートルの前方後方墳である。出土品は少ないが、主体部から出土した銅鏡や勾玉は4世紀まではさかのぼらないとみられ、くびれ部から出土した土師器壺破片は5世紀初のものとみられる。
1977年、土地所有者である寺院がこの場所に墓地造成を計画し重機を入れたところ、箱式石棺が発見され、ここが古墳であることが判明した。それまで本古墳は遺跡分布図にも収録されていなかった。翌1978年、岡山県教育委員会による本格的な調査が実施された。

## 構造
前方部を東に向けた前方後方墳で、舌状の尾根の自然地形を生かして地山を整形し、残土を盛土に使用している。山側の北面は自然地形と区別しがたい程度の整形しかなされていないのに対し、平野に臨む南面と西面は意図的な整形が行われている。前述の墓地造成工事の際に大型ブルドーザーが入り込み、墳丘の北側はかなり削平されているが、南側は比較的原形を保っている。葺石は後方部のみに確認された。
全長は35メートル。後方部の一辺は約20メートル。撥形を呈する前方部は、重機によって削平されているためと、自然地形との境が不明瞭なため計測が困難であるが、最大幅が19メートルとみられる。

## 埋葬施設
後方部・前方部のそれぞれ頂部から箱式石棺が検出され、前者を第1主体部、後者を第2主体部と称する。石棺の主軸は墳丘の主軸とおおむね一致する（正確には若干東に振っている）。他に後方部の墳丘裾に幼児用とみられる3基の箱式石棺があり、古墳発見時に確認された2基を第3および第4主体部、岡山県による調査時に確認されたもう1基を第5主体部と称する。5つの主体部はいずれも組合せ式石棺である。
第1主体部は側壁に各3枚、小口に各1枚の板石を用いた組合せ式石棺である。蓋石は古墳発見時には3枚あったという。棺の内法は長さ190センチ、幅45センチ、深さ平均30センチを測る。棺内には2体の人骨が、大腿部付近で交差する形で、向き合って安置されていた。埋納状況から、片方の人骨は後から追葬されたとみられる。先に埋葬されたほうの人骨にのみ枕石を伴う。人骨は朱で塗られ、石棺内部も赤色顔料で塗られていた。5つの主体部のうち、第1主体部にのみ、銅鏡等の副葬品があった（後述）。
第2主体部は、板石の組み合わせ、棺の寸法、2体の人骨を向き合うように安置する点、人骨に朱、棺内部に赤色顔料を塗る点、人骨のうち1体のみに枕石を伴う点など、第1主体部と類似する点が多い。ただし、蓋石は当初4枚あったという。棺の内法は長さ197センチ、幅40センチ、深さ平均30センチを測る。副葬品は確認されていない。
このほか、後方部西面北寄りに第3主体部、同南寄りに第5主体部、後方部北面に第4主体部があり、いずれも幼児用と思われる組合せ式箱式石棺である。うち、第3主体部と第5主体部の位置は墳丘外であり、その位置と層位からみて、古墳築造後の所為であることが明らかである。第4主体部は墳丘内にあるが、古墳築造時・築造後、いずれのものであるか判断しがたい。

## 出土品
第1主体部の棺内からは仿製変形四獣鏡、鉄剣、鉄斧、瑪瑙製勾玉各1点が出土している。なお、これら遺物は古墳発見時にいったん持ち出されており、第1主体部出土とする情報は聞き取りによるものである。また、勾玉は捨て土から発見されたものだが、第1主体部のものである可能性が高い。仿製変形四獣鏡は内区に乳4つがあり、それらの間に獣形を配する。その外側の銘帯には擬銘7字分がある。
このほか、くびれ部からは土師器壺残片と、手鎌1点が出土している。

## 美作地方における前方後方墳
美作地方には、本古墳を含め、8基の前方後方墳がある。うち、勝央町の美野地区に3基が集中するが、他の5基は点在している。美作地方では、各地域で最初に出現した首長墓の墳形に前方後方墳を採用する傾向がある。8基のうち、本古墳と勝央町の美野高塚古墳以外は、全長が50メートルを超える大型墳である。
三成古墳は、美作地方の他の前方後方墳にくらべて、小規模であること、墳形がややいびつであること、主体部を複数設けることなどに特色がある。